# Söderköping (stad)
Söderköping is de hoofdstad van de gemeente Söderköping in het landschap Östergötland en de provincie Östergötlands län in Zweden. De plaats heeft 6951 inwoners (2005) en een oppervlakte van 397 hectare.

## Verkeer en vervoer
Bij de plaats lopen de E22 en Länsväg 210.

## Geboren
- Jan Hellström (1960), Zweeds voetballer